# Rémering-lès-Puttelange
Rémering-lès-Puttelange é uma comuna francesa na região administrativa de Grande Leste, no departamento de Mosela. Estende-se por uma área de 9,24 km². Em 2010 a comuna tinha 1 089 habitantes (densidade: 117,9 hab./km²).